# Nops itapetinga
Espèce
Nops itapetinga est une espèce d'araignées aranéomorphes de la famille des Caponiidae.

## Distribution
Cette espèce est endémique de Bahia au Brésil,.

## Description
Le mâle holotype mesure 8,9 mm et la femelle paratype 9,5 mm.

## Étymologie
Son nom d'espèce lui a été donné en référence au lieu de sa découverte, Itapetinga.

## Publication originale
- Sánchez-Ruiz & Brescovit, 2018 : A revision of the Neotropical spider genus Nops MacLeay (Araneae: Caponiidae) with the first phylogenetic hypothesis for the Nopinae genera. Zootaxa, no 4427(1), p. 1-121.